# 浮浪
浮浪（ふろう）とは、古代律令制において、民衆などが戸籍・計帳に登録されている本貫から離脱した状態にあること。浮宕（ふとう）・流宕（るとう）とも呼ばれ、逃亡と併せて浮逃（ふとう）とも称された。また、浮浪状態にある者は浮浪人（ふろうにん）と称され、略して浪人とも称された。また、これに対して本貫に在住する者を土人と呼んだ。

## 定義
律令本文には、浮浪・逃亡についての明確な定義がないので、法制上は種々の解釈が生じてくる余地が残されている。
明法家以来行われている通説的な解釈では、「課役」を放棄して居住地・任務地を離れた者や所定の場所を離れた奴婢・囚人を逃亡、それ以外の者を浮浪と称したとされているが、この場合の「課役」とは、軍団・防人などにおける具体的な任務を伴うものを指すのか、それとも一般の公民に課されていた庸・調などまで含めたものなのかについて議論がある。更に近年では本貫から不法に離脱するという行為自体とその結果による離脱状態とをそれぞれ「逃亡」・「浮浪」と呼んだとする説や、本貫や任務地から離れた者を本貫地・任務地側からは「逃亡」と呼び所在地・逗留地側からは「浮浪」と呼んだとする説、合法的に本貫地を離れた者が流民化したものを「浮浪」と呼んだ説も提出されている。いずれにしても、早くから「浮浪」と「逃亡」は併記されてほぼ同一に扱われていたと考えられている。律においては浮浪よりも任務を途中で放棄した逃亡の方がより重い刑罰の対象として位置づけられている。
なお、庚午年籍や庚寅年籍などの初期の戸籍においては、上記の定義以外にも未だに戸籍に編附されていない人についても「浮浪」と称していた。

## 歴史
日本においては律令制とそれに伴う公地公民制・班田収授法・戸籍制度などの導入によって、民衆はその本貫地に原則的に拘束されて課役を受けることになった。だが、調庸をはじめとする課役は決して軽いものではなく、しかも度重なる宮都造営などの大工事への人夫動員や出挙などの債務も重なって貧窮した人々は戸籍を偽ったり（偽籍）、土地を捨てて流浪・逃亡を図ったりした。逃亡した人々は有力者や寺社の荘園に寄住するなどして生活した。その生活は決して楽ではなかったが、重い課役や出挙の返済の請求から逃れられるという点では、本貫に居続けるよりは多少恵まれていた。
勿論、流浪の存在は律令制における土地・租税制度を揺るがすものであったから、浮浪人を「あるべき公民のモラルに反する存在」として国家から処罰されるべき存在であり、またその発生を抑制するための方策も採られた。例えば、五保制が採用され、浮浪・逃亡の事実が発覚した場合には同じ保を構成する者に3年間（戸口のみの場合は6年間）の捜索とその期間の口分田の耕作及び租庸調の代納義務を負わせ、その期間の終了後に戸籍・計帳から外して口分田を没官した（絶貫）。
また、実際に発生した浮浪人に関しては元の本貫地への強制送還させられる「本貫還附」と流浪の戸籍に編入させられる「当所編附」の措置が取られ、その2つの法則の間で政府の政策も揺れ動いた（ただし、中央政府の力役の供給元である畿内と辺境である陸奥国・出羽国に本貫を持つ者に対しては一貫して「本貫還附」の方針が採用された）。また、 天平8年（736年）には浮浪人を従来の戸籍と分離した別の帳簿（後の浮浪人帳）を作成して把握しようとする方針を取り入れた。以後も紆余曲折はあるものの、延暦年間後半には現実的に浮浪人の現状を受け入れてその中で様々な課役を行う方針に転じた。
その一方で平安時代に入ると、全く新しいタイプの「浮浪」が登場することになる。それは中流以上の農民が農業経営の拡大などを意図して積極的・計画的に移住をする人々であった。彼らも律令制及び公地公民制の概念からすれば流浪に含まれるが、その中には富豪層を形成して「富豪浪人」と称された。更にその中には浪人だけではなく、前任の国司や地方に下った王臣の末裔などの土着者も含まれるようになり、一方、地方の国衙側も国例を定めて各種負担と引換にその行動を寛容に扱ったことから、地域の動向にも影響を与えるようになった。
やがて、政府は「不論土人浪人」を採用して庸・調の地税化と班田収授制の放棄を進めていった。そうした状況の下では、戸籍や計帳もその存在意義を喪失し、平安時代後期にはそれらの作成すら行われなくなり、「浮浪」の語も用いられなくなった。こうした状況の中で成立した中世の荘園公領制では、官物・年貢・公事を納めずに居所から逸脱する者を「逃亡」と称するようになる。